# Parafia Chrystusa Króla w Poznaniu
Parafia pw. Chrystusa Króla w Poznaniu – rzymskokatolicka parafia  w dekanacie Poznań-Łazarz obejmująca terytorialnie obszary SIM Świerczewo, Górczynek i Kopanina. Parafia prowadzona jest przez oblatów.
Od 3 września 2023 proboszczem parafii jest o. Waldemar Janecki OMI.